# Bisdom Djougou

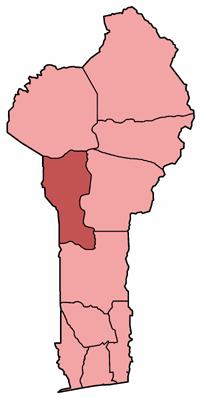
Het bisdom binnen Benin

Het Bisdom Djougou (Latijn: Dioecesis Diuguensis) is een rooms-katholiek bisdom in Benin. Het maakt onderdeel uit van de kerkprovincie Parakou en werd opgericht in 1995. De zetelkerk is de kathedraal Sacré-Cœur van Djougou.
Het bisdom heeft een oppervlakte van 11.126 km² en beslaat het departement Donga in het noordwesten van het land. In 2021 telde het bisdom ongeveer 71.000 katholieken op een totale bevolking van 676.000, of 10,6% van de bevolking. Het bisdom telde in 2021 23 parochies bediend door 37 diocesane priesters.

## Geschiedenis
Het bisdom werd opgericht op 10 juni 1995 uit delen van het bisdom Natitingou. Aanvankelijk viel Djougou onder de kerkprovincie Cotonou, maar met de verheffing van Parakou tot aartsbisdom in 1997 kwam Djougou onder deze nieuwe kerkprovincie.

## Bisschoppen
- Paul Kouassivi Vieira (1995-2019)
- Bernard de Clairvaux Toha Wontacien, O.S.F.S. (2022-)